# تیلی، اندر
تیلی، اندر (به فرانسوی: Tilly) یک کمون در فرانسه است که در اندر واقع شده‌است. تیلی ۱۴٫۷۷ کیلومتر مربع مساحت و ۱۶۹ نفر جمعیت دارد و ۲۱۰ متر بالاتر از سطح دریا واقع شده‌است.